# Blauspottdrosseln
Die Blauspottdrosseln (Melanotis) sind eine Singvogelgattung aus der Familie der Spottdrosseln (Mimidae). Sie umfasst zwei Arten, die Blauspottdrossel (Melanotis caerulescens) und die Lasurspottdrossel (Melanotis hypoleucus). Das Gattungsepitheton μελανο (melano) für „schwarz“ und ὠτ (ot) für „Ohr“ bezieht sich auf die schwarzen Ohrdecken.

## Merkmale
Die Blauspottdrosseln sind ziemlich große Spottdrosseln, die Körperlängen von 24 bis 27 cm erreichen. Das stumpfgraue Gefieder der juvenilen Vögel unterscheidet sich wesentlich von dem blauen Gefieder der adulten Vögel. Die ziemlich kräftigen Schnäbel sind nicht so lang wie bei den Sichelspöttern (Toxostoma) und haben einen eingekerbten Schnabelfirst. Er ist leicht gekrümmt und hat gut entwickelte Schnabelborsten. Die Flügel sind kurz und relativ rundlich. Von den Handschwingen sind die fünfte bis siebente am längsten. Die Steuerfedern sind breit. Der Schwanz ist sehr gerundet.
- Bei der Blauspottdrossel (Melanotis caerulescens) ist der Scheitel dunkel azurblau. Die Oberseite ist tief blau, der Schwanz und die Schwungfedern sind tief blauschwarz. Das Kinn ist schwarz. Die Unterseite ist tiefblau mit einer azurblauen Strichelung an der Oberbrust.
- Bei der Lasurspottdrossel (Melanotis hypoleucus) ist die gesamte Oberseite tiefblau, abgesehen von der schwarzen Gesichtsmaske. Die Unterseite des Vogels ist ganz weiß, mit Ausnahme der blaugrauen Flanken und des Steißes.

## Verbreitung
Die Blauspottdrossel kommt in zwei Unterarten (Melanotis caerulescens caerulescens und Melanotis caerulescens longirostris) in den mexikanischen Bundesstaaten Sonora und Tamaulipas südlich bis Oaxaca sowie auf den Marias-Inseln vor. Einige wenige Aufzeichnungen gibt es aus den südwestlichen Vereinigten Staaten. Die Lasurspottdrossel ist monotypisch. Ihr Verbreitungsgebiet erstreckt sich von Mexiko südlich des Isthmus von Tehuantepec über Guatemala und El Salvador bis ins südliche Honduras.

## Lebensraum
Die Lasurspottdrossel bewohnt feuchte immergrüne Waldränder, Kiefern-Eichenwälder, Sekundärwald und feuchtes bis halbtrockenes Buschland. Die Blauspottdrossel kommt in einer Vielzahl von Waldtypen vor, vom feuchten Bergwaldrändern bis zu Kiefern- und Kiefern-Eichenwäldern, trockenem Eichengestrüpp und Dornenwald sowie Sekundärwäldern.